# Église orthodoxe russe hors frontières
L'Église orthodoxe russe hors frontières (ÉORHF) ou Église orthodoxe russe à l'étranger ou Église orthodoxe russe en dehors de la Russie (russe : Русская Православная Церковь Заграницей) est une juridiction orthodoxe russe de l'Église orthodoxe russe.
Le groupe s'était séparé du Patriarcat de Moscou et de toute la Russie au moment de la révolution bolchévique en Russie. La communion eucharistique et l'unité canonique ont été rétablies à Moscou le 17 mai 2007, jour de l'Ascension.
Le chef de l'Église (Premier Hiérarque) porte le titre de métropolite, avec résidence à New York.

## Histoire

Ligne du temps contenant les principales Églises vraie-chrétiennes-orthodoxes russes et orthodoxes indépendantes issues de l'Église orthodoxe russe et de l'EORHF, en anglais.

Fonde sa canonicité sur l'oukase (décret) no 362 du 20 novembre 1920 du saint patriarche Tikhon de Moscou. À l'issue de la Guerre civile russe 34 évêques, des centaines de prêtres, émigrèrent de Russie et se dispersèrent dans différents pays du monde libre et organisèrent la vie ecclésiale de l'émigration russe sur cet oukase qui prévoyait une administration autonome de l'Église du fait de la guerre. Le métropolite Antoine (Khrapovitsky) fut le premier primat de l'Église russe hors frontières. Le 13 septembre 1922 voit la réunion d'évêques russes à Sremski Karlovci en Serbie et l'établissement d'un synode de l'Église orthodoxe russe hors frontières.
La communion spirituelle avec l'Église restée en Russie fut interrompue en 1927 du fait de la signature le 29 juillet d'une « Déclaration de loyauté » au pouvoir soviétique signée par un évêque, le métropolite Serge (Stragorodski), qui exigea des évêques de l'émigration de contresigner cette Déclaration, ce qui fut refusé. Cette politique de soumission de l'Église au pouvoir athée, qui a permis une existence officielle de l'Église en URSS, a reçu le nom de « sergianisme » qui reste la raison majeure séparant l'Église hors-frontières de l'Église du Patriarcat de Moscou.
En 1981, l'EORHF a canonisé de nouveaux martyrs et confesseurs russes y compris Nicolas II et sa famille ou André (Oukhtomski).
En 1988, un diocèse-vicaire de rite vieux-croyant (russe ancien) a été créé à Erie aux États-Unis.
Sur proposition de Vladimir Poutine, l'Église hors-frontières décida d'entrer en dialogue avec le Patriarcat de Moscou ce qui se solda par la signature solennelle en la cathédrale du Christ-Sauveur à Moscou, en présence effective du président russe, d'un Acte d'union canonique et eucharistique le 17 mai 2007. Une minorité, arguant que l'actuel pouvoir en place en Russie n'est que nominalement différent de celui de l'URSS, refusa cet acte et se sépara de l'EORHF (Église orthodoxe russe hors frontières - Autorité suprême provisoire de l'Église) formant sa propre juridiction.

## Organisation

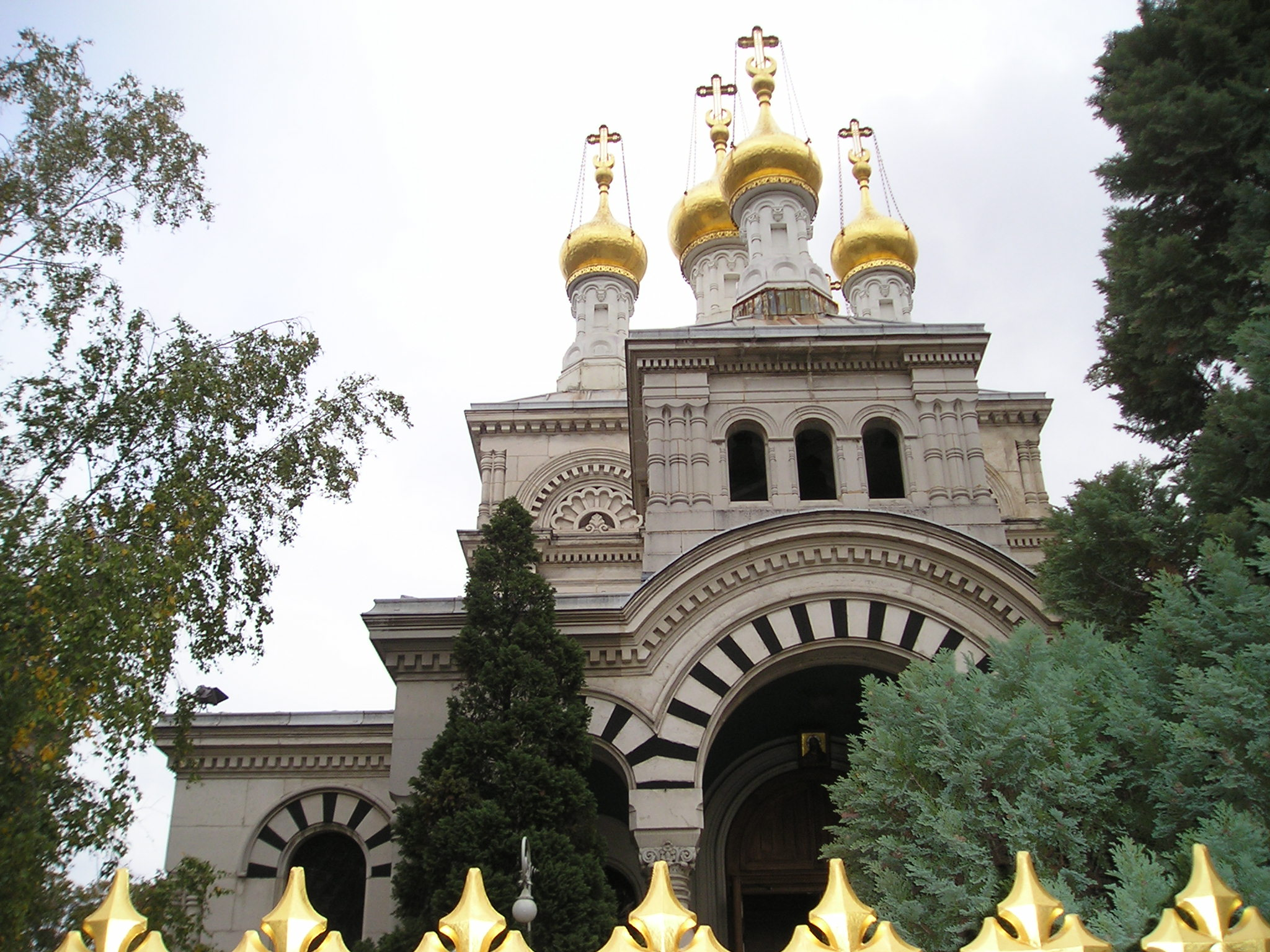
Cathédrale de Genève (diocèse de Genève et d'Europe occidentale)

### Synode[1]
- Métropole de New York et de l'Est des États-Unis : Il porte le titre de primat de l'Église orthodoxe russe hors frontières :
  - Amérique
    - Évêché de Chicago et Mid-Amérique : vacant
    - Évêché de San Francisco et de l'Ouest des États-Unis : archevêque Cyrille (Dmitrieff),
    - Évêché de Montréal et du Canada : archevêque Gabriel (Tchemodakov),
    - Évêché de Caracas et d'Amérique du Sud : évêque Jean (Bērziņš),
    - Vicariat de Syracuse (Métropole de New York et de l'Est des États-Unis) : évêque Luc (Murianka)
    - Vicariat de Cleveland (Archevêché de Détroit et de Chicago) : évêque Pierre (Loukianoff),
    - Vicariat de Seattle (Archevêché de l'Ouest des États-Unis) : évêque Théodose (Ivachtchenko),

  - Europe
    - Vicariat de Stuttgart (Archevêché d'Allemagne) : évêque Job (Bandmann),
    - Évêché de Berlin et Allemagne : archevêque Marc (Arndt),
    - Évêché de Londres et d'Europe Occidentale : évêque Irénée (*Steenberg)

  - Océanie
    - Évêché d'Australie et de Nouvelle-Zélande : évêque Georges (Schaefer),

  - à la retraite
    - Archevêque Michel (Donskoff) à la retraite,
    - Évêque Jérôme (Shaw), à la retraite,
    - Évêque Nicolas (Soraitch), à la retraite,
    - Évêque Alexandre (Echevarria), à la retraite.

## Relations avec l'Église orthodoxe russe
Le 17 mai 2007, le patriarche Alexis II et le métropolite Laure ont signé à la cathédrale du Christ-Sauveur de Moscou l'acte rétablissant l'unité canonique de l'Église orthodoxe russe.

## Relations avec les autres Églises

### Mouvements centrifuges et schismes
Les discussions avec le Patriarcat de Moscou à partir de 2000, puis l'acte de rétablissement de la communion en 2007, ont provoqué plusieurs mouvements d'opposition, tant en Russie que dans la diaspora russe. Les opposants ont créé plusieurs nouvelles juridictions :
- Église orthodoxe russe en exil (primat actuel — interim — : Vladimir (Tselistchev) de San Francisco)
- Vraie Église orthodoxe russe - Synode Lazarite (primat actuel : Tikhon (Pasetchnik) d'Omsk)
- Église orthodoxe russe hors frontières - synode du métropolite Agathange (primat actuel : Agathange (Pachkovski) d'Odessa)